# Дёмкина, Лидия Ивановна
Ли́дия Ива́новна Дёмкина (26 января (7) февраля 1900, Санкт-Петербург — 29 марта 1994, там же) — крупный учёный-технолог, специалист в области производства оптического стекла. Доктор технических наук (1950), заслуженный деятель науки и техники РСФСР (1969), лауреат Государственной премии СССР (1970).

## Биография
Родилась в многодетной семье. Отец — Иван Иванович Дёмкин из семьи священника (его отец — протоиерей Иоанн Иоаннович Дёмкин, более 52 лет служивший в Благовещенской церкви на Васильевском острове). Окончил юридический факультет Петербургского университета. Мать — Елизавета Васильевна Александрова из купеческой семьи. Детские годы Л. И. Дёмкина провела в Ревеле. С началом Первой мировой войны семья вернулась в Петербург. В 1917 году окончила с золотой медалью гимназию. В 1920 году поступила в ленинградский Горный институт на металлургический факультет и одновременно с 1922 года начала работать лаборантом в только что организованной в Государственном оптическом институте (ГОИ) фотометрической лаборатории под руководством профессора Горного института С. О. Майзеля.
В 1932 году назначена заведующей цветовой лабораторией ГОИ. В 1936 году с частью сотрудников переведена на должность начальника научно-исследовательского сектора Изюмского завода оптического стекла (ИЗОС), где им удалось существенно улучшить технологию производства. На протяжении 1936—1937 годов сотрудники ГОИ и ИЗОС провели технологическую подготовку производства и внедрили технологию промышленного производства оптического стекла.
Лидия Ивановна Дёмкина в воспоминаниях о своей научной работе на ИЗОС пишет: «Отдел проводил массовый контроль сырьевых материалов и стекла. Затем для выполнения этих функций были организованы цеховые лаборатории, в методическом отношении подчиненные соответствующим лабораториям НИО. Это позволило уделять больше времени исследовательской работе. Результаты контроля мы использовали для анализа и совершенствования технологического процесса. Мы стремились передавать свой опыт ведения научно-исследовательской работы инженерно-техническим кадрам завода с тем, чтобы они научились самостоятельно решать задачи, выдвигаемые производством. В мои функции входило главным образом научно-организационная работа, и только частично — научная, а в задачу Глеба Николаевича Раутиана — проведение научных исследований и воспитание лабораторных работников. Местных инженерно-технических кадров было недостаточно, да и половина из них имела только среднее техническое образование».
С 1939 по 1941 год заведовала колориметрической лабораторией Всесоюзного института метрологии им. Д. И. Менделеева. В годы Великой Отечественной войны работала в посёлке Сарс на Урале начальником производства, затем главным технологом завода, образованного на базе эвакуированных из Ленинграда, Изюма и Никольска цехов оптического стекла. Награждена за эту работу орденом Красной Звезды. В 1946 году вернулась в ГОИ, работала старшим научным сотрудником, с 1963 года — начальник лаборатории оптического стекла. С 1966 года и до последних дней жизни вновь старший научный сотрудник ГОИ.
Умерла 29 марта 1994 года. Похоронена на Большеохтинском кладбище Санкт-Петербурга.

## Научные труды
Л. И. Дёмкина внесла существенный вклад в становление и развитие технологии производства и физико-химических свойств цветного и бесцветного оптического стекла. Её первые работы посвящены фотометрическим измерениям и причинам окрашенности оптического стекла. Изучала смежные проблемы цветоведения и физиологической оптики, сделала ряд докладов на 1-й конференции по физиологической оптике (1934). Систематизировала продукцию Изюмского завода оптического стекла. В результате экспериментальных и теоретических исследований Л. И. Дёмкиной, других сотрудников ГОИ и трудами работников промышленности в стране было организовано производство цветного оптического стекла, что позволило в 1936 году прекратить его импорт (импорт бесцветного оптического стекла был прекращён ещё в 1927 году). По совокупности выполненных работ в 1938 году Л. И. Дёмкиной присуждена учёная степень кандидата технических наук. Подготовила первый каталог советского цветного оптического стекла, включавший 71 марку стёкол, полностью удовлетворяющих потребности оптического приборостроения. В дальнейшем исследовала связь оптических свойств стекла с его составом, разработала режимы варки различных стёкол, обеспечивающие им заданные свойства, провела унификацию составов отечественного оптического стекла, создала ряд стёкол новых марок.
Начатые ещё в 1935 году на Изюмском заводе оптического стекла исследования привели к созданию Л. И. Дёмкиной метода расчёта оптических постоянных и плотности бесцветных стёкол, исходя из их химического состава. В 1950 году защитила докторскую диссертацию. Метод, изложенный в монографии, позволял во многих случаях избежать трудоёмкого эмпирического подбора компонентов для получения оптического стекла с нужными свойствами. Большой цикл работ Л. И. Дёмкиной посвящён различным аспектам качества оптического стекла, в том числе повышению его прозрачности. Л. И. Дёмкина — соавтор изданного в 1990 году малого каталога бесцветного оптического стекла, выпускаемого в СССР. В последние годы работы исследовала зависимость «свойства — состав» для широкого класса борно-лантановых и силикатных стёкол.

Л. И. Дёмкина в зале Учредительного съезда Оптического общества. 1991 год

Л. И. Дёмкина была в числе учредителей и активных членов Русского оптического общества, образованного в 1922 году и объединявшего учёных и специалистов—оптиков. Работа Общества прекратилась в 1929 году из-за финансовых трудностей и была возобновлена лишь в 1990 году по инициативе учёных ГОИ. Почётным гостем организационного съезда возрождённого Оптического общества (ныне оно носит имя Д. С. Рождественского) была Лидия Ивановна Дёмкина, получившая в 1991 году Диплом № 1 Почётного члена Общества.
Творческую активность Л. И. Дёмкина сохраняла до конца жизни. Её последние статьи опубликованы одновременно с некрологом.
За 72 года деятельности в оптической науке и промышленности Л. И. Дёмкиной опубликованы 140 научных трудов, в том числе 3 монографии и 25 изобретений.

## Семья
В 1925 году Л. И. Дёмкина вышла замуж за Глеба Николаевича Раутиана (1889—1963), сотрудника ГОИ, впоследствии доктора технических наук, известного специалиста в области колориметрии и физиологической оптики. В их браке родились восемь детей, все они получили высшее образование:
- Татьяна (1926) — окончила физический факультет ЛГУ, крупный специалист — сейсмолог. В студенчестве — чемпионка СССР по гребле.
- Юрий (1927) — окончил Ленинградский институт инженеров железнодорожного транспорта.
- Сергей (1928—2009) — окончил МГУ, член-корреспондент РАН, доктор физико-математических наук.
- Елена (1930) — окончила философский факультет ЛГУ. Работала технологом на Ленинградском заводе оптического стекла.
- Ксения (1931) — окончила Ленинградский институт водного транспорта.
- Кира (1935—2005) — педагог, переводчик.
- Млада (1936) — окончила ЛГУ, математик.
- Владимир (1940) — окончил физический факультет ЛГУ.

Все дети создали свои семьи. К моменту ухода Л. И. Дёмкиной из жизни у неё было 17 внуков и 23 правнука.

## Награды
- Орден Красной Звезды (1942)
- Орден Трудового Красного Знамени (1943)
- Медаль «За доблестный труд в Великой Отечественной войне 1941—1945 гг.» (1945)
- Орден «Материнская слава» 2 степени (1946)
- Орден Ленина (1962)
- Заслуженный деятель науки и техники РСФСР (1969)
- Лауреат Государственной премии СССР (1970)
- Орден Октябрьской Революции (1980)
- Орден Дружбы народов (1985)